# Mauricio Ojeda
Mauricio Ojeda (* in Viña del Mar, Chile) ist ein zeitgenössischer Maler.

## Leben und Werk
Der chilenische Maler Mauricio Ojeda wurde in Viña del Mar, Chile, geboren und erfuhr ebendort die technischen Teile seiner Ausbildung. Von 1981 bis 1982 besuchte er die Hochschule der schönen Künste in seinem Geburtsort, bevor er 1983 an die Hochschule der schönen Künste im benachbarten Valparaíso wechselte, an welcher er bis zum Abschluss seiner Ausbildung 1986 verblieb. Nach seiner Zeit in Valparaíso etablierte sich Mauricio Ojeda durch verschiedene Ausstellungen in und außerhalb von Chile z. B. durch Teilnahme am „Dubai Art Symposium“ als zeitgenössischer Künstler in Chile. Zurzeit lebt Mauricio Ojeda in seiner Geburtsstadt Viña del Mar.
Seine Werke sind zwischen Abstraktem und Figurativem anzusiedeln, wobei er bevorzugt Öl auf Leinwand malt. Thematisch finden sich vermehrt Motive aus seinem Heimatort.